# 385446 Manwë

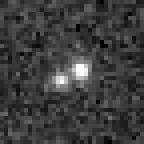
385446 Manwë

385446 Manwë är en transneptunsk asteroid i Kuiperbältet, som upptäcktes den 25 augusti 2003 av den amerikanske astronomen Marc W. Buie vid Cerro Tololo i Chile. Den har en banresonans med Neptunus av 4:7.
Dess preliminära beteckning var 2003 QW111. Den fick senare namn efter Manwë, den mäktigaste bland Valar i J. R. R. Tolkiens fantasyvärld Midgård.
Manwës nästa periheliepassage sker den 30 maj 2084.
Asteroiden tros bestå huvudsakligen av is, eftersom dess densitet är lägre än vattnets.

## Satellit
Manwë har en känd satellit, Thorondor, som upptäcktes i juli 2006.